# 'R': Rembrandt
"R": Rembrandt è un cortometraggio del 1992 diretto da Ken McMullen e basato sulla vita del pittore olandese Rembrandt Harmenszoon Van Rijn.